# Ola Hanson (militär)
Hans Ola Hanson, född 23 september 1945 i Boden, död 2 januari 2021 i Luleå, var en svensk militär.
Ola Hanson var son till köpman Gustaf Hanson och Zaida Petrini. Han blev officer 1970, kapten vid Norrlands signalbataljon 1973 och major 1981. Hanson tjänstgjorde från 1982 vid Lapplands jägarregemente och från 1987 vid Bodens artilleriregemente. Han befordrades 1988 till överstelöjtnant och tjänstgjorde från 1993 vid Milostab N i Boden. Hanson blev 1994 överstelöjtnant med särskild tjänsteställning i Högkvarteret och var 1996–2000 chef för Norrlands signalkår. Han blev överste 1999 och var stabschef vid Norra underhållsregementet från 2000. Hanson var regementschef vid Norrbottens regemente åren 2003–2004.